# Hans-Jakob Mosimann
Hans-Jakob Mosimann (* 3. April 1956 in Winterthur) ist ein Schweizer Rechtswissenschafter.
Mosimann studierte von 1975 bis 1981 Rechtswissenschaften an der Universität Zürich. 1982 schloss er an der Virginia Tech ein Studium der Politikwissenschaften ab. Von 1982 bis 1984 war er Assistent bei Ulrich Klöti an der Universität Zürich. 1985 promovierte er bei Manfred Rehbinder.
Bis zu seiner Wahl zum Richter am Sozialversicherungsgericht des Kantons Zürich 1997 vertrat er die Sozialdemokratische Partei im Zürcher Kantonsrat. Zudem war er bis zu diesem Zeitpunkt Zentralsekretär des Schweizerischen Verbands des Personals öffentlicher Dienste (VPOD).
Seit 2004 ist er Dozent am Institut für Wirtschaftsrecht der Zürcher Hochschule für Angewandte Wissenschaften in Winterthur.
Mosimann ist Vorstandsmitglied der Schweizerischen Vereinigung der Richterinnen und Richter und Redaktionsmitglied der Schweizer Richterzeitung.